# Diego Oswaldo Rodríguez Martínez
Diego Oswaldo Rodríguez Martínez (n. siglo XX) es un jugador de fútbol playa mexicano. 

## Participaciones en Campeonato de Fútbol Playa de Concacaf
| Copa                                           | Sede   | Resultado | Partidos | Goles |
| ---------------------------------------------- | ------ | --------- | -------- | ----- |
| Campeonato de Fútbol Playa de Concacaf de 2015 | México | Campeón   | 6        | 5     |